# Големаново
Големаново (болг. Големаново) — село в Болгарии. Находится в Видинской области, входит в общину Кула. Население составляет 129 человек.

## Политическая ситуация
В местном кметстве Големаново, в состав которого входит Големаново, должность кмета (старосты) исполняет Йордан Нинков Кытов (Болгарская социалистическая партия (БСП)) по результатам выборов.
Кмет (мэр) общины Кула — Марко Петров Петров (Болгарская социалистическая партия (БСП)) по результатам выборов в правление общины.

## Известные уроженцы
- Тодор Андрейков (1933—1997) — болгарский кинорежиссёр, сценарист и кинокритик.